# Жеротини
Жеротини (чеськ. Žerotínové) — один з найзнатніших родів Моравії, власники містечка Блудов поблизу міста Шумперка, які вважали себе Рюриковичами та виводили своє походження від сина Святослава Хороброго, Олега Моравського (звідси — князівська шапка на їхньому гербі). 

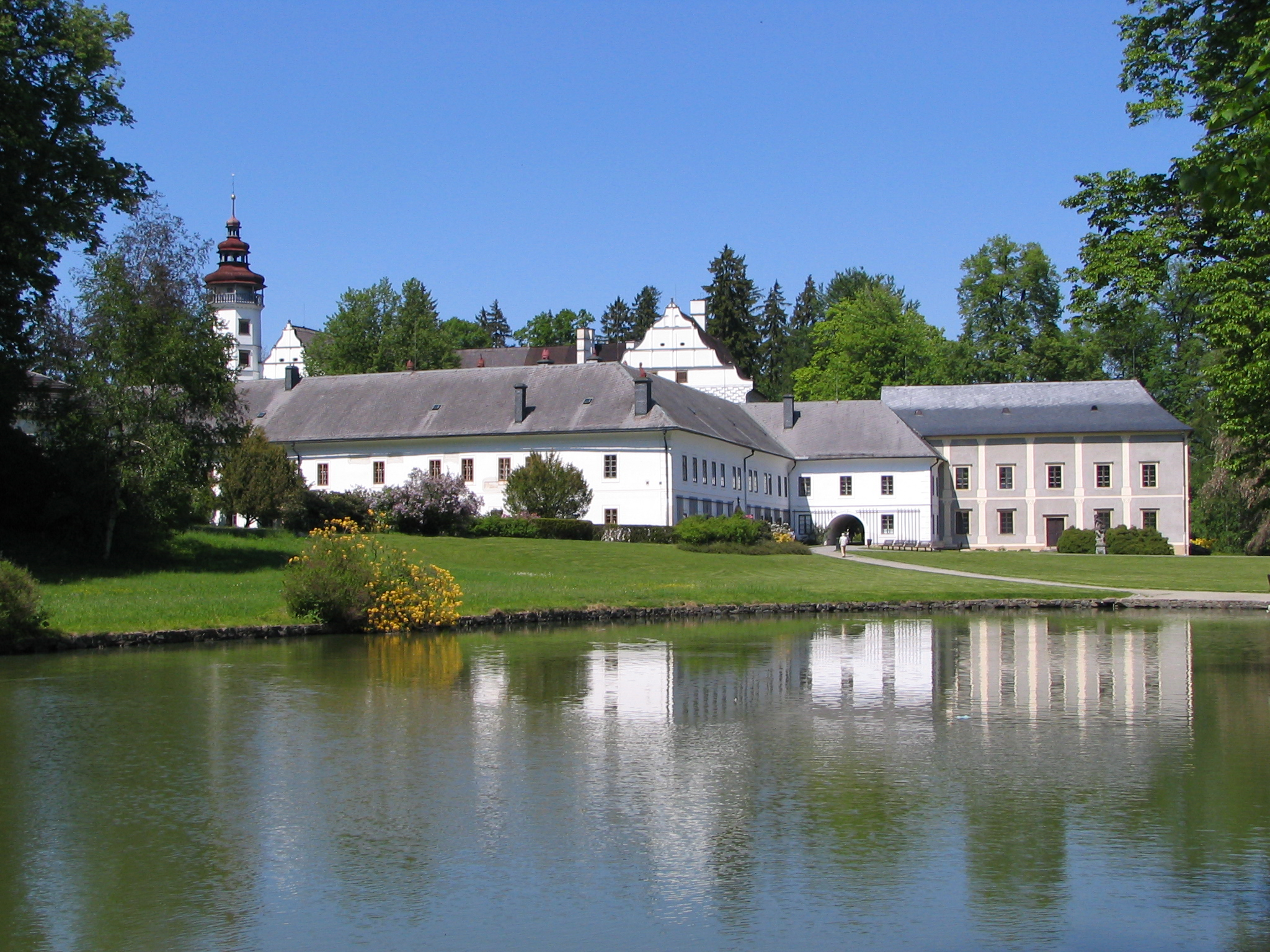
Ренесансна резиденція Жеротинів у Велке-Лосинах

Ще в XV столітті Жеротини відігравали помітну роль в політиці Чеської держави. Максимальне посилення їх позицій припало на початок XVII століття, коли двоюрідні брати, Карл Старший та Вацлав, очолили рух моравських протестантів проти Габсбургів.
У 1518 році стали власниками замку Бухлов.
Після Білогірської битви їх маєтки були конфісковані, а самі вони були засуджені до смертної кари й змушені тікати за кордон. Це підірвало добробут роду в цілому, хоча в 1706 році глава сім'ї все ж був ушанований спадкового титулу графа Священної Римської імперії.
Останній чоловічий представник Жеротинів помер в 1985 році, по жіночій лінії рід вигас в 2016 році. Більшість маєтків й замок Блудов успадкував нащадок роду за жіночою лінією, Карел Морнштайн-Жеротин, після падіння комуністичного правління у 1989–1991 роках. Окрім лінії Морнштайн-Жеротин на сьогодні існують також роди Клінґер-Жеротин та Жеротин-Лільґенау (усі по жіночій лінії). 

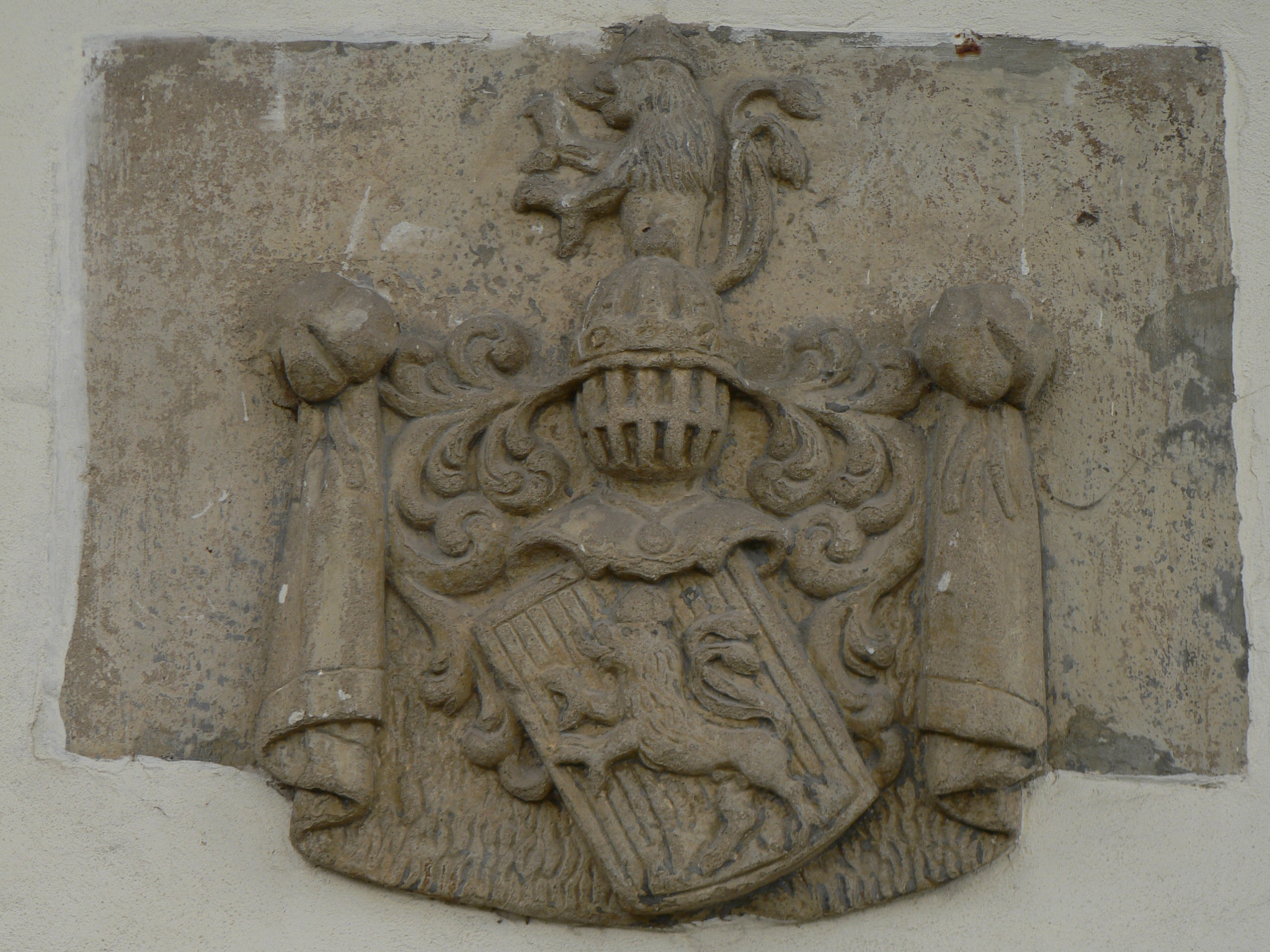
Герб у сімейному склепі